# متحف الموروث الشعبي (عدن)
متحف الموروث الشعبي بعدن، يقع المتحف في قصر 14 أكتوبر- كريتر - الخليج الأمامي.
أنشئ هذا المتحف بغرض عرض كامل لنشاطات حياة الإنسان اليمني من أعراسه وأزيائه والأدوات المستخدمة في الطعام وأدواته الموسيقية والأسلحة القديمة كالسيوف والخناجر وأدوات الطبابة والزراعة.

## أقسام المتحف
وتتوزع موجودات متحف الموروث الشعبي على ثلاث صالات في الدور الأول من قصر 14 أكتوبر وهي كالتالي:
الصالة الأولى: ويعرض فيها ما يخص تقاليد ومراسيم الزواج في عَدَن ومكونات وتجهيزات بيت الزوجية وصندوق العروس وبعض الآلات الموسيقية والحلي ولوازم الولادة مثل سرير الطفل وتقاليد الولادة والختان.
- الصالة الثانية: البيت العربي وما يحويه من نماذج للزخارف الخشبية أكثرها تزين مداخل الأبواب ثم مناظر لغرفة الجلوس ( المقيل ) أو ( المبرز ) ومحتوياتها، كما يوجد نماذج من الحلي الفضية التقليدية القديمة والأزياء الشعبية وطرق صباغة وطبع القماش قديماً وعملات قديمة، كما توجد أدوات المطبخ اليمني القديمة المصنوعة من الفخار والحديد والحجر والجلد والخشب إضافة إلى المباخر.
- الصالة الثالثة: تضم غرفة الطعام ومحتوياتها إلى جانب الأواني المستخدمة لشرب وحفظ الماء ونماذج لبعض الأسلحة القديمة كالسيوف والجنابي والخناجر والبنادق ثم أدوات ومعدات الطب الشعبي وأدوات الزراعة المستخدمة قديماً.